# Svazek obcí Euroregion Labe
Svazek obcí Euroregion Labe je dobrovolný svazek obcí v okresu Děčín, okresu Litoměřice, okresu Teplice a okresu Ústí nad Labem, jeho sídlem je Ústí nad Labem a jeho cílem je podpora spolupráce a rozvoje v oblastech regionální plánování, životní prostředí, podpora hospodářství a cestovního ruchu, výstavba infrastruktury, ochrana před živelními pohromami a záchranářství, doprava, kultura, vzdělávání, sport, setkávání, zdravotnictví a sociální péče. Dalšími oblasti podpory mikroregionu jsou: podpora snah a jednotlivých záměrů měst a obcí, které odpovídají rozvojovým cílům regionu, podpora všech snah a opatření na komunální úrovni vedoucí k integraci České republiky do Evropské unie, zastupování regionálních zájmů na příslušných úřadech a institucích, ale i podpora snah v rámci uzavírání závazných mezistátních dohod pro regionální a komunální přeshraniční spolupráci. Sdružuje celkem 64 obcí a byl založen v roce 1992.

## Obce sdružené v mikroregionu
- Benešov nad Ploučnicí
- Bílina
- Brňany
- Brzánky
- Budyně nad Ohří
- Bynovec
- Bystřany
- Černouček
- Česká Kamenice
- Děčín
- Dlažkovice
- Dobkovice
- Dolánky nad Ohří
- Dolní Poustevna
- Dubí
- Dušníky
- Evaň
- Františkov nad Ploučnicí
- Horní Habartice
- Hřensko
- Huntířov
- Chabařovice
- Chotiněves
- Janská
- Jetřichovice
- Jílové
- Krabčice
- Krásná Lípa
- Křešice
- Kunratice
- Kytlice
- Libotenice
- Lipová
- Litoměřice
- Lovečkovice
- Lovosice
- Malá Veleň
- Malíč
- Martiněves
- Miřejovice
- Mšené-lázně
- Nové Dvory
- Oleško
- Petrovice
- Povrly
- Prackovice nad Labem
- Přestavlky
- Rochov
- Siřejovice
- Snědovice
- Straškov-Vodochody
- Sulejovice
- Telnice
- Terezín
- Tisá
- Travčice
- Trmice
- Třebívlice
- Úpohlavy
- Ústí nad Labem
- Velemín
- Velké Žernoseky
- Vlastislav
- Zubrnice